# Wayland (Massachusetts)
Wayland – miasto w Stanach Zjednoczonych, w stanie Massachusetts, w hrabstwie Middlesex.